# Boethus bassii
Boethus bassii är en stekelart som beskrevs av Scaramozzino 1991. Boethus bassii ingår i släktet Boethus och familjen brokparasitsteklar. Inga underarter finns listade.